# Брезой
Брезой (рум. Brezoi) — місто у повіті Вилча в Румунії. Адміністративно місту підпорядковані такі села (дані про населення за 2002 рік):
- Валя-луй-Стан (461 особа)
- Вератіка (76 осіб)
- Голотрень (95 осіб)
- Дрегенешть (126 осіб)
- Келінешть (491 особа)
- Корбу (50 осіб)
- Пескоая (211 осіб)
- Проєнь (101 особа)

Місто розташоване на відстані 176 км на північний захід від Бухареста, 27 км на північ від Римніку-Вилчі, 117 км на північ від Крайови, 112 км на захід від Брашова.

## Населення
За даними перепису населення 2002 року у місті проживали 6859 осіб.
Національний склад населення міста:
| Національність | Кількість осіб | Відсоток |
| -------------- | -------------- | -------- |
| румуни         | 6810           | 99,3%    |
| угорці         | 16             | 0,2%     |
| німці          | 9              | 0,1%     |
| італійці       | 8              | 0,1%     |
| українці       | 7              | 0,1%     |
| цигани         | 5              | 0,1%     |
| турки          | 3              | < 0,1%   |
| чехи           | 1              | < 0,1%   |

Рідною мовою назвали:
| Мова       | Кількість осіб | Відсоток |
| ---------- | -------------- | -------- |
| румунська  | 6833           | 99,6%    |
| угорська   | 9              | 0,1%     |
| українська | 6              | 0,1%     |
| італійська | 5              | 0,1%     |
| турецька   | 3              | < 0,1%   |
| німецька   | 2              | < 0,1%   |
| чеська     | 1              | < 0,1%   |

Склад населення міста за віросповіданням:
| Релігія            | Кількість осіб | Відсоток |
| ------------------ | -------------- | -------- |
| православні        | 6626           | 96,6%    |
| п'ятдесятники      | 104            | 1,5%     |
| римо-католики      | 85             | 1,2%     |
| греко-католики     | 12             | 0,2%     |
| адвентисти         | 10             | 0,1%     |
| реформати          | 3              | < 0,1%   |
| мусульмани         | 3              | < 0,1%   |
| атеїсти            | 2              | < 0,1%   |
| унітарії           | 1              | < 0,1%   |
| не вказали релігію | 4              | 0,1%     |

## Зовнішні посилання
- Дані про місто Брезой на сайті Ghidul Primăriilor [Архівовано 14 травня 2012 у Wayback Machine.]